# Scarborough-Centre
Pour les articles homonymes, voir Scarborough.
Circonscription électorale fédérale du Canada
Scarborough-Centre ((en) Scarborough Centre) est une circonscription électorale fédérale et provinciale en Ontario.

## Circonscription fédérale
La circonscription est située dans le sud de l'Ontario, plus précisément dans la partie Est de la ville de Toronto. Elle consiste en une portion du quartier de Scarborough.  
Les circonscriptions limitrophes sont Don Valley-Est, Scarborough—Agincourt, Scarborough—Guildwood, Scarborough-Nord et Scarborough-Sud-Ouest.   

### Résultats électoraux
|       | Candidat           | Parti        | # de voix | % des voix |
|       | Roxanne James (en) | Conservateur | +13 498,  | 35,55 %    |
|       | (x) John Cannis    | Libéral      | +12 028,  | 31,68 %    |
|       | Natalie Hundt      | NPD          | +11 443,  | 30,14 %    |
|       | Ella Ng            | Vert         | +00998,   | 2,63 %     |
| Total | Total              | Total        | 37 967    | 100 %      |

|       | Candidat           | Parti        | # de voix | % des voix |
|       | Roxanne James (en) | Conservateur | +11 088,  | 30,11 %    |
|       | (x) John Cannis    | Libéral      | +17 927,  | 48,68 %    |
|       | Natalie Hundt      | NPD          | +05 801,  | 15,75 %    |
|       | Ella Ng            | Vert         | +02 011,  | 5,46 %     |
| Total | Total              | Total        | 36 827    | 100 %      |

### Historique
La circonscription de Scarborough-Centre a été créée en 1976 à partir de Scarborough-Est, Scarborough-Ouest, Scarborough—Agincourt et York—Scarborough.
À la suite du découpage de la carte électorale de 2022, la circonscription est redistribuée dans Scarborough–Woburn et Scarborough-Centre–Don Valley-Est.
| Législature                                                                        | Années       | Député | Député             | Parti                     |
| ---------------------------------------------------------------------------------- | ------------ | ------ | ------------------ | ------------------------- |
| Scarborough-Centre issue de Scarborough-Est, Scarborough-Ouest et York—Scarborough |              |        |                    |                           |
| 31e                                                                                | 1979–1980    |        | Diane Stratas      | Progressiste-conservateur |
| 32e                                                                                | 1980–1984    |        | Norm Kelly         | Libéral                   |
| 33e                                                                                | 1984–1988    |        | Pauline Bowes      | Progressiste-conservateur |
| 34e                                                                                | 1988–1993    |        | Pauline Bowes      | Progressiste-conservateur |
| 35e                                                                                | 1993–1997    |        | John Cannis        | Libéral                   |
| 36e                                                                                | 1997–2000    |        | John Cannis        | Libéral                   |
| 37e                                                                                | 2000–2004    |        | John Cannis        | Libéral                   |
| 38e                                                                                | 2004–2006    |        | John Cannis        | Libéral                   |
| 39e                                                                                | 2006–2008    |        | John Cannis        | Libéral                   |
| 40e                                                                                | 2008–2011    |        | John Cannis        | Libéral                   |
| 41e                                                                                | 2011–2015    |        | Roxanne James (en) | Conservateur              |
| 42e                                                                                | 2015–2019    |        | Salma Zahid        | Libéral                   |
| 43e                                                                                | 2019–2021    |        | Salma Zahid        | Libéral                   |
| 44e                                                                                | 2021–présent |        | Salma Zahid        | Libéral                   |
| dissoute dans Scarborough–Woburn et Scarborough-Centre–Don Valley-Est              |              |        |                    |                           |

## Circonscription provinciale
Depuis les élections provinciales ontariennes du 4 octobre 2007, l'ensemble des circonscriptions provinciales et des circonscriptions fédérales sont identiques.
1. ↑  Élections Canada, « Résultats Élection fédérale canadienne de 2021 », sur https://enr.elections.ca/ElectoralDistricts.aspx?lang=f (consulté le 19 février 2022)
2. ↑  Élections Canada, « Résultats Élection fédérale canadienne de 2019 - Scarborough-Centre », sur enr.elections.ca (consulté le 23 juillet 2023).
3. ↑  Élections Canada, « Résultats Élection fédérale canadienne de 2015 - Scarborough-Centre », sur enr.elections.ca (consulté le 23 juillet 2023).
4. ↑  Élections Canada.